# Vaals
Vaals est une commune et un village du sud-est des Pays-Bas, dans la province du Limbourg. La commune couvre une superficie de 23,90 kilomètres carrés. Sa population était de 10 092 habitants au 1er janvier 2019.
La commune de Vaals comprend également les entités suivantes : Camerig, Cottessen, Harles (nl), Holset, Lemiers, Mamelis, Melleschet, Oud-Lemiers, Raren, Rott, Vijlen et Wolfhaag.
Vaals voisine la Belgique et l'Allemagne. Les trois pays se joignent au Vaalserberg, sommet des Pays-Bas. Il est situé à 322,20 m d'altitude niveau NAP néerlandais ou NN allemand ; 324,62 m au niveau DNG belge ; ce qui correspond à 322,75 m niveau IGN69 français.

## Géologie et paysage
Il y a environ deux millions d’années, la région autour de Vaals était relativement plate. À cette époque, le bassin versant de la Meuse passait par les villes actuelles de Eijsden, Epen et Vijlen en direction du nord-ouest. Le paysage a ensuite changé avec l’apparition des Ardennes : Vaals et ses environs ont pris de la hauteur par rapport à la vallée de la Meuse et le fleuve s’est alors déplacé vers Maastricht. La Heuvelland doit sa forme actuelle aux nombreux affluents et ruisseaux qui creusent leurs propres vallées dans la région.
Vaals est située au bord d’un volcan qui s’est éteint il y a bien longtemps. Aix-la-Chapelle se situe à l’intérieur du cratère, ce qui y explique la présence de sources thermales. Dans le sous-sol de Vaals et ses environs se trouve la Formation de Vaals (Vaalser Groenzand), à savoir les alluvions d’une ancienne mer composées de sables glauconieux et argileux si denses que les eaux souterraines ne peuvent ni s’écouler ni remonter à la surface. Par endroits, là où la couche est moins dense, l’eau arrive à la percer et à créer des sources qui alimentent le Zieversbeek et le Selzerbeek. Dans la commune, on trouve aussi les ruisseaux le Hermansbeek, le Harlesbeek, le Lombergbeek, le Hermensbeek, le Berversbergbeek et le Cottesserbeek.
Le village de Vaals se situe dans la vallée entre les collines du Sneeuwberg au nord et du Vaalserberg au sud. Le Sneeuwberg (en allemand : Schneeberg) doit son nom au sol calcaire qui, en été, a une couleur étonnamment claire par rapport aux sols des alentours. La plupart des autres villages de la commune se situent également dans la vallée. À l’exception de Vijlen qui est le plus haut village des Pays-Bas. Dans la commune de Vaals se trouve le Vaalserberg, autrefois appelée Hubertusberg, le point le plus haut des Pays-Bas continentaux. Son altitude atteint les 322,4 m au niveau NAP (niveau normal d’Amsterdam) et on y trouve le tripoint entre l’Allemagne, la Belgique et les Pays-Bas.

## Situation géographique
Vaals se situe directement à la frontière entre la Belgique et les Pays-Bas, à l’ouest d’Aix-la-Chapelle. Vaals s’est presque développée en même temps que cette ville allemande et peut donc être considérée comme une de ses banlieues. Au sud de Vaals, en Belgique, se trouve le village de Gemmenich qui appartient à la commune wallonne de Plombières.  La commune de Vaals, tout comme celles de Sittard-Geleen, Echt-Susteren et Gulpen-Wittem, appartient aux quatre communes néerlandaises qui sont limitrophes à la fois de l’Allemagne et de la Belgique. La position centrale et périphérique de Vaals, et du Limbourg méridional en général, est symbolisée par l’expression « balcon de l’Europe ».  

## Langues
Le dialecte de Vaals, le Völser plat, fait partie des dialectes qui se différencient le plus du néerlandais standard. Comme Vaals se situe au sud de la ligne de Benrath, il s’agit d’un dialecte du moyen allemand. Les linguistes classent le Völser plat, et entre autres le Kölsch, parmi les dialectes appartenant au francique ripuaire ; le Völser plat n’est donc pas un dialecte du limbourgeois (même si les habitants en ont l’impression). Dans le Limbourg néerlandais, d’autres dialectes sont classés dans cette catégorie : ceux de Simpelveld, Bochholz, Lemiers et Kerkrade. Ces dialectes sont étroitement liés à l’allemand. Il est donc compréhensible que pendant des siècles, jusqu’à la Seconde Guerre mondiale, le haut allemand ait joué le rôle de langue culturelle dans le sud-est du Limbourg. 
Il y a plusieurs différences frappantes avec les autres dialectes limbourgeois : le -k est remplacé par -ch, le -t par -ts et, très typique de ce dialecte, le -g par -j. Voici un extrait en Völser plat : 
« Ut oppervlak bedriesjt 23.9 vierkante kilometer. I Vols bevinge ziesj versjiedene dele zowie doa zunt: d'r Blommedaal en 't Kirresjdaal (Van Clermontplein). Op de letste plaatsj entsjpringet vruier 'n baach, nämlisj de Gau. Binne de jrenze van de jemingde Vols liet d'r Völserberresj, dat is 'ne hüjel daeë 322 meter hoëg is ('t hoeëgste punt va Nederland) en woa ooch drei länder tsezame komme. Nämliesj 't Belsj, Duutsjland en natuurlisj 't Hollendsj. »
Bien que le néerlandais soit la langue officielle de Vaals dès 1814, l'allemand y occupe une place prépondérante depuis longtemps. Jusqu’à la Première Guerre mondiale, on parlait allemand dans les églises de Vaals et on lisait principalement des journaux germanophones. Le grand nombre d’habitants allemands et les liens économiques entre Vaals et Aix-la-Chapelle expliquent la grande présence de l’allemand jusqu’à aujourd’hui.

## Nature
La beauté naturelle de la province de Vaals est prodigieuse.  En 2005, la région vallonnée située entre Vaals et Gulpen a été élue plus beau paysage néerlandais par la fondation Natuur&Milieu, qui lui a attribué 5 étoiles. En 2011, Vaals a reçu le titre de « commune Cittaslow ». Il s’agit d’un label international décerné à des communes respectant des critères relatifs à leurs paysage, environnement, cadre de vie, infrastructures, histoire, produits du terroir, accueil et cachet particulier.
Le Vijlenerbos, un bois en hauteur du Limbourg méridional à la biodiversité débordante, constitue une importante zone de loisirs. On y trouve quelques tertres millénaires (celui de Vijlnerbos et de Vaalserberg). La colline de Bokkebosje offre une vue imprenable sur le Vaalserberg. De nombreuses pistes cyclables et sentiers de promenade sont aménagés au sein de la commune. Le circuit touristique « Mergellandroute », tracé par la Fédération royale néerlandaise du tourisme (ANWB) est prisé par les touristes. Il traverse le Heuvelland et mesure environ 110 kilomètres (par la route) ou 125 kilomètres (via piste cyclable).

## Transports
La commune de Vaals est traversée par la nationale N278, qui devient la Bundesstraße B1 après la frontière allemande. Depuis les années 1990, la ceinture de Vaals relie le Vaalserberg à l’ouest du village.
Vaals n’est pas reliée au réseau ferroviaire. L’offre de transports en commun consiste en diverses lignes de bus. Une particularité de Vaals est qu’elle est reliée aux transports en commun d’Aix-la-Chapelle, en Allemagne (réseau de nuit inclus).  Beaucoup d’habitants de Vaals y travaillent et se servent du réseau aixois. C’est la raison pour laquelle la Société de transports en commun d’Aix-la-Chapelle (ASEAG) entretient de bonnes correspondances entre les deux endroits. Une ligne de bus va également jusqu’en Belgique. 

## Galerie

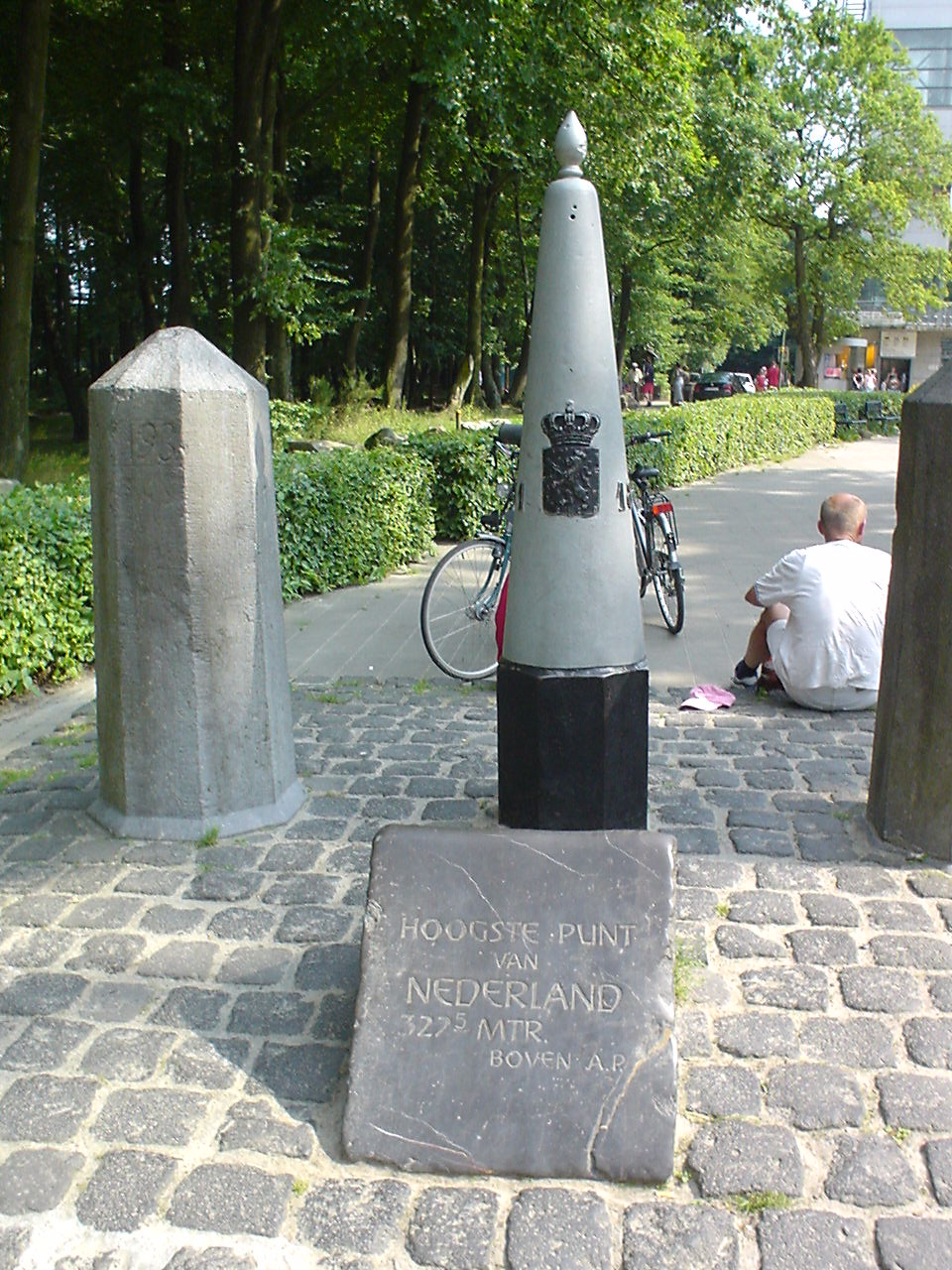
Monument

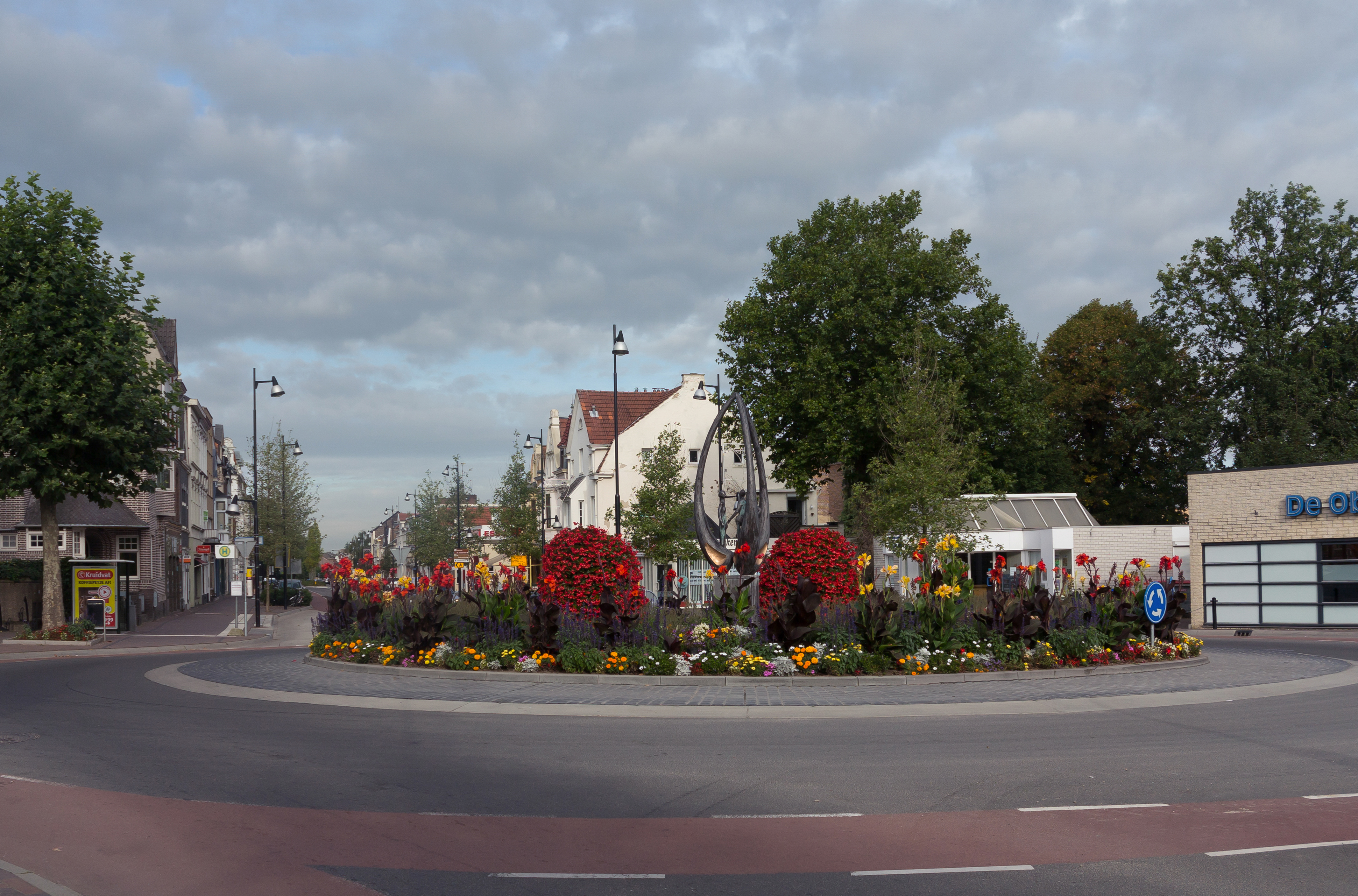
Vaals, la place Prince Guillaume-Alexandre (Prins Willem-Alexanderplein).
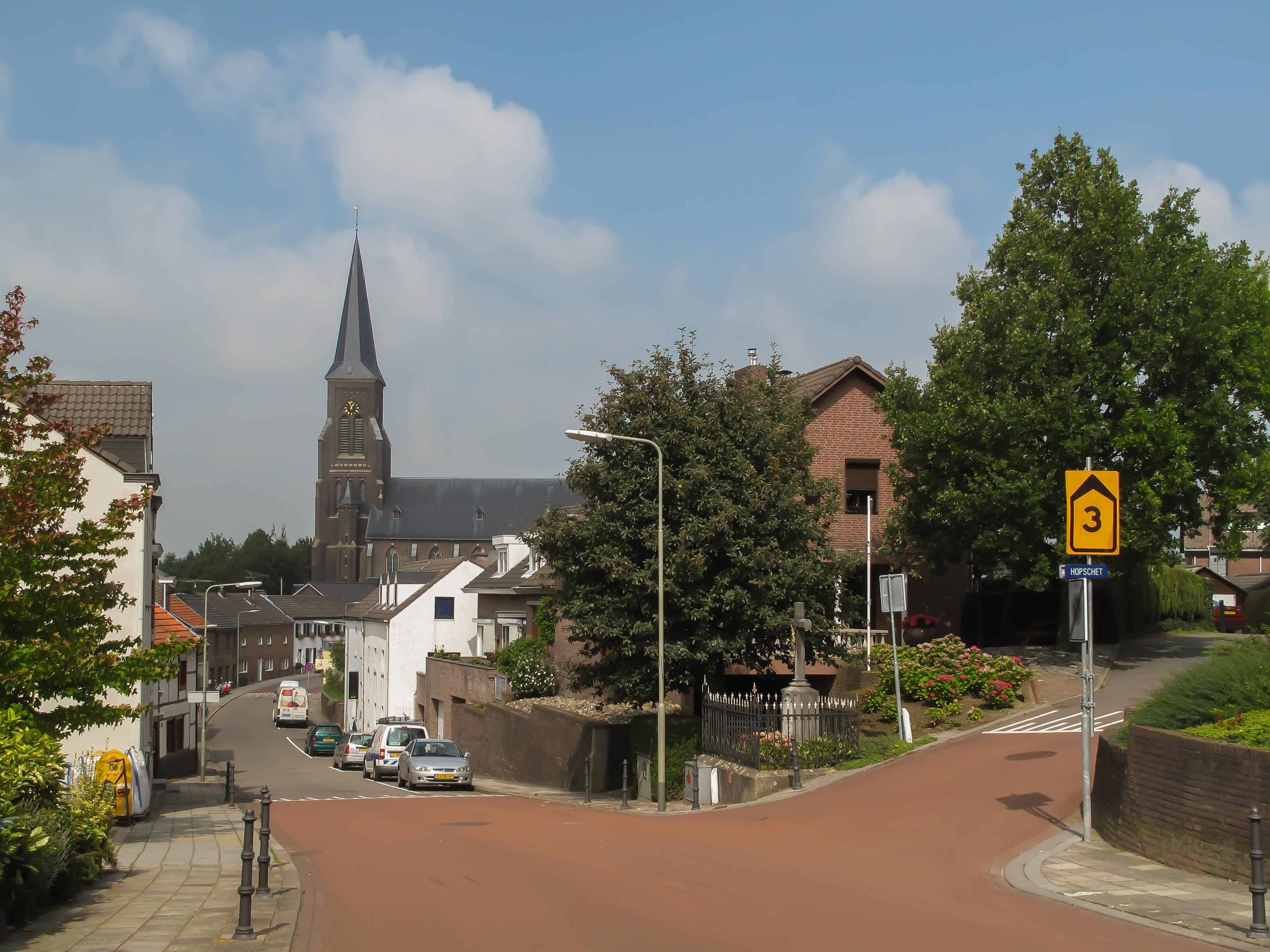
Vue du village Vijlen.
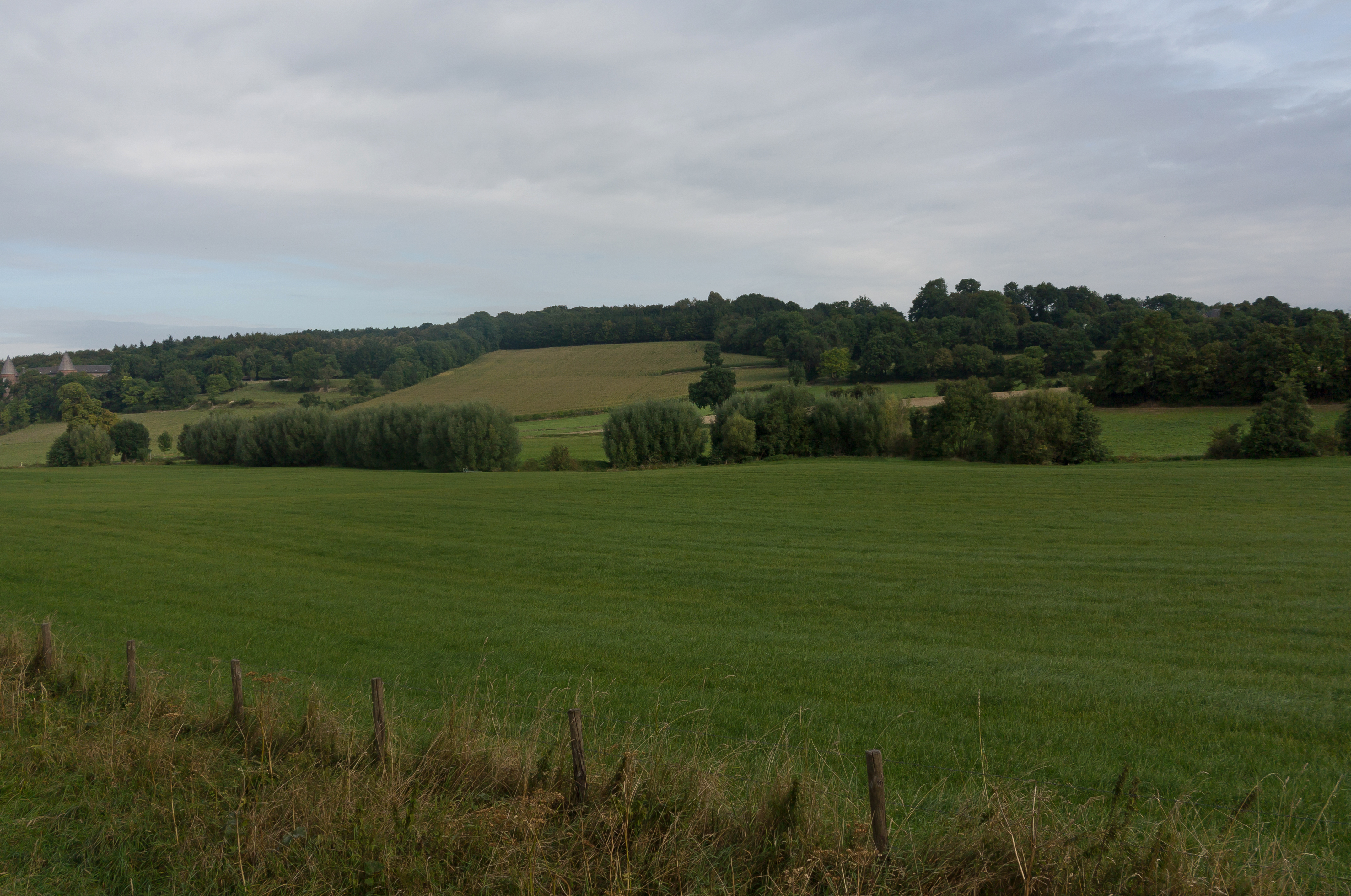
Panorama entre Lemiers et Nijswiller.